# Gian Giacomo Caprotti
Gian Giacomo Caprotti, detto il Salaì o il Salaino (Oreno, 27 dicembre 1480 – Milano, 19 gennaio 1524), è stato un pittore italiano, allievo prediletto di Leonardo da Vinci.

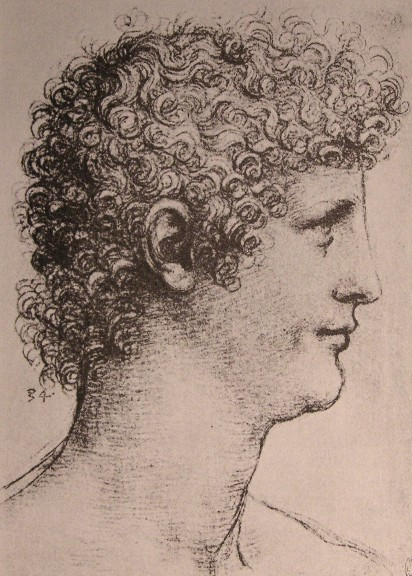
Leonardo Da Vinci, Testa di giovane di profilo, Windsor Royal Colection. Si ritiene sia un ritratto del Salaì.

Figura emblematica, ebbe col maestro un rapporto controverso come testimonia il suo curioso soprannome, finendo per essere una delle persone a lui più vicine; c'è chi ipotizza fosse, oltre che allievo, anche amante del grande maestro. Venne spesso usato come modello; il suo volto androgino fu rappresentato, si pensa, anche in soggetti femminili. Ebbe una carriera indipendente nell'ambito dei cosiddetti leonardeschi.

## Biografia
Era il terzogenito di Pietro de Oreno e Caterina Scotti. Aveva due sorelle, Angelina e Lorenziola.

### Gli anni giovanili
Gian Giacomo Caprotti entrò nella bottega di Leonardo, sistemata in Corte Vecchia a Milano di fronte al Duomo e accanto all'Arengo, il 22 luglio 1490. Fu lo stesso Maestro ad annotarlo sul primo foglio del Manoscritto C, oggi conservato a Parigi presso l'Institut de France: "Giacomo venne a stare con meco il dì della Madonna del 1490, d'età d'anni 10".
Fino al gennaio del 1491 la pagina iniziale di quel Codice, ricco di appunti dedicati alla pittura e allo studio delle acque, continuò ad accogliere note di vita quotidiana e in particolare le malefatte del giovane orenese; “Il secondo dì gli feci tagliare due camicie, un paro di calze e un giubbone, e quando mi posi i dinari a lato per pagare dette cose, lui mi rubò detti dinari della scarsella, e mai fu possibile farglielo confessare, bench'io n'avessi vera certezza – lire 4”. Tempo dopo, sul margine, il Maestro aggiunse: “ladro, bugiardo, ostinato, ghiotto”.
Il nome Salaì comparve per la prima volta nel 1494: l'epiteto, derivato da una contrazione di "Saladino" inteso come diavolo poiché infedele, fu ripreso dal Morgante (XXI 47 7), che è un poema cavalleresco composto per la corte dei Medici quando Leonardo era ancora a Firenze. Nell'opera l'espressione è impiegata per evocare una potenza infernale, e per la sua irrequietezza e la sua spavalderia Gian Giacomo dovette apparire al maestro proprio simile ad un piccolo diavolo.

### Da garzone di bottega a assistente di Leonardo
Il garzone di bottega, giorno dopo giorno, conquistò la fiducia dell'artista, fino a diventare insostituibile. Ogni spostamento li vide uno accanto all'altro; seguì Leonardo in tutti i suoi viaggi, da Milano a Venezia, poi a Firenze, quindi di nuovo a Milano e infine a Roma. Ad accompagnare il maestro nel suo ultimo viaggio a Cloux furono invece Francesco Melzi e il fedele domestico Batista de Vilanis. Solamente quando la salute di Leonardo si aggravò, Salaì si precipitò in Francia. Alla corte francese ricoprì il ruolo di "domestico" (è così che figura nel libro paga del re Francesco I). In realtà Salaì rimase poco a Clos-Lucé, il piccolo castello di campagna messo a disposizione dal sovrano; quasi certamente si spostò a Parigi ma non era a Cloux il giorno in cui Leonardo redasse il testamento e non gli fu vicino neppure il 2 maggio 1519 quando morì. Nominato comunque fra gli eredi, Salaì ritornò a Milano lo stesso anno, forse portando con sé alcuni dipinti del maestro. In eredità ricevette solamente metà della vigna in Porta Vercellina, che la famiglia Caprotti occupava da almeno vent'anni.

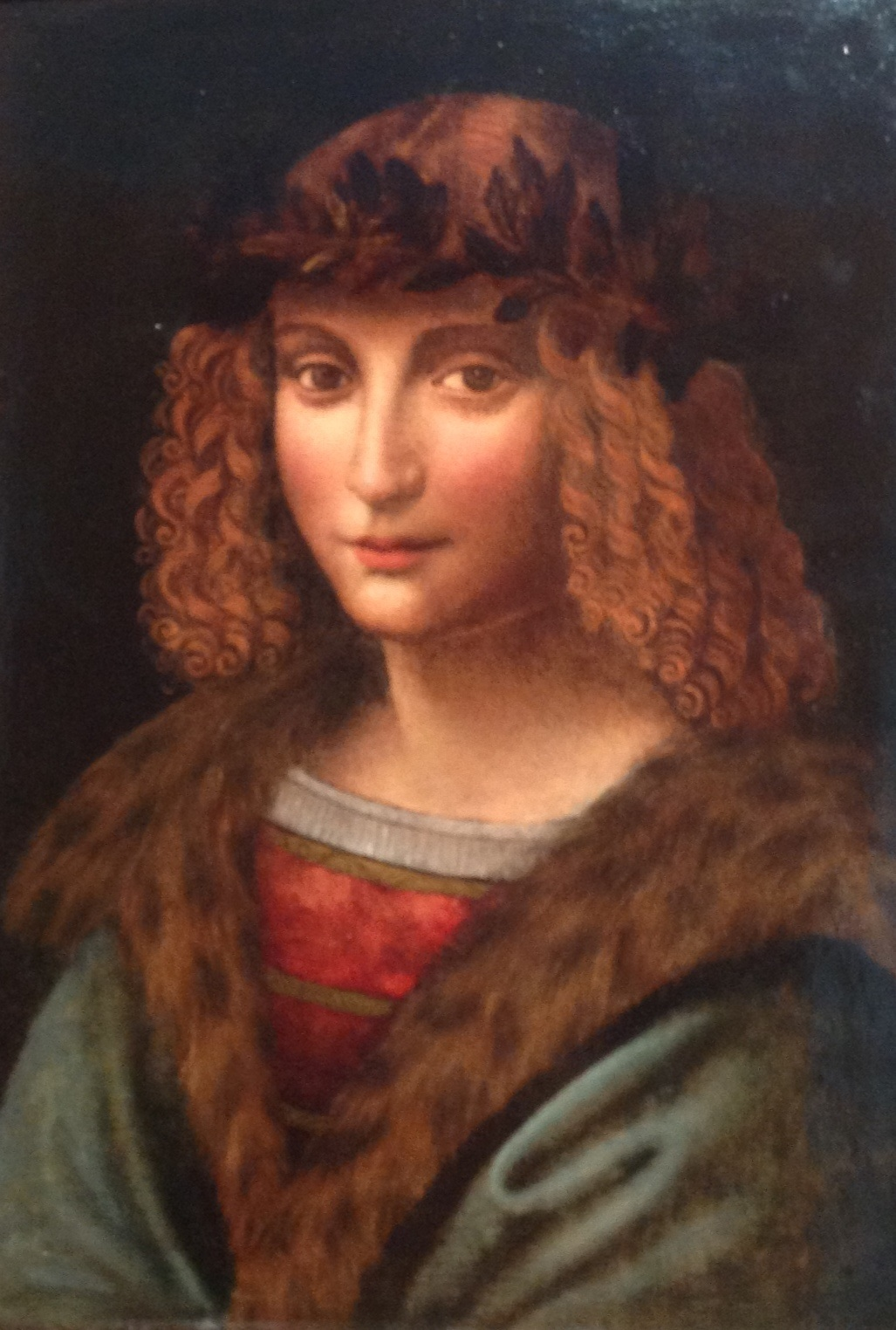
Ritratto del Salaì, allievo di Leonardo da Vinci, circa 1502-03), Villa Farnesina, Roma.

### La morte e la questione dell'eredità
Il 19 gennaio 1524 Caprotti morì, probabilmente a causa di un colpo di schioppo. Dopo la morte la vedova e le sorelle si contesero l'eredità e per dirimere la questione, il 21 aprile 1525 fu steso un inventario dei beni, la cui descrizione è tornata alla luce solo di recente. Il ritrovamento ha aperto nuove prospettive circa la sorte iniziale dei capolavori di Leonardo. Fra i beni posseduti dal Salaì figuravano quadri denominati la Leda, il San Girolamo, la Sant'Anna, il San Giovanni Battista, la Gioconda. Non è chiaro se i dipinti fossero originali eseguiti da Leonardo o soltanto copie fedeli ad opera dello stesso Salaì.

## Le opere
La figura del Salaì è stata trascurata dalla storia dell'arte. La cosa suscita perplessità soprattutto se messa in relazione al fatto che i cronisti e gli autori a lui contemporanei lo menzionarono frequentemente. Da alcuni, anzi, fu l'unico allievo ad essere ricordato e perfino Giorgio Vasari, nella prima edizione delle Vite, citò solamente lui fra i discepoli di Leonardo.
Opere sicure del Salaì, firmate, non se ne conoscono né si hanno notizie di commesse specifiche. Restano solamente i dipinti attribuitigli per tradizione, su alcuni dei quali, peraltro, non sempre gli studiosi concordano.
Non dovrebbero esserci dubbi sull'autenticità di una Madonna col Bambino e Sant'Anna, esemplata su quella di Leonardo. Un tempo, il dipinto era appartenuto a Carlo Borromeo, poi passò nella sacrestia della chiesa di San Celso a Milano. Ora è proprietà del museo dell'Università della California, a Los Angeles. Una copia dello stesso dipinto è conservata alla Galleria degli Uffizi.

È rimasto invece a Milano, esposto nelle sale dell'Ambrosiana, il San Giovanni Battista. 

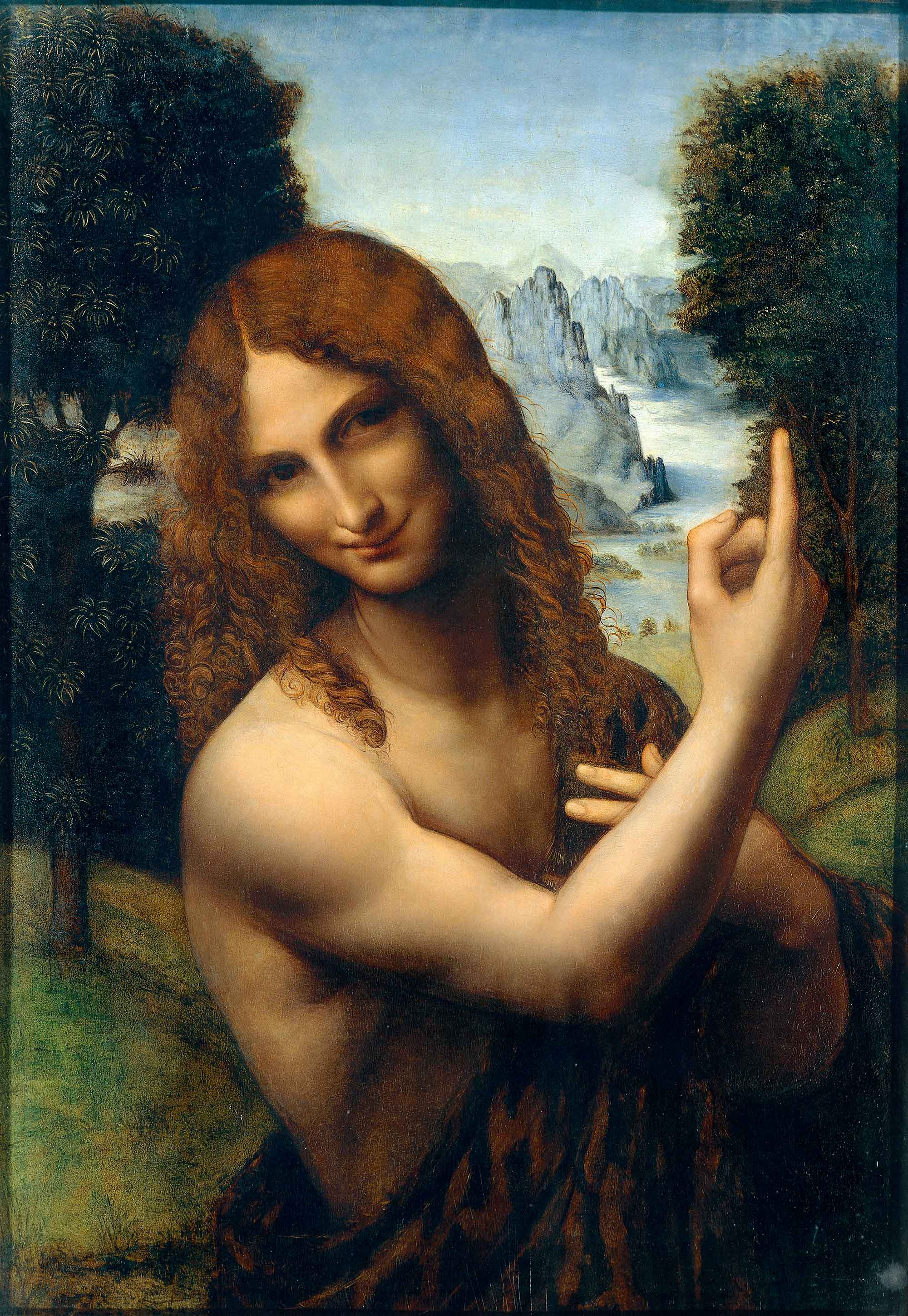
Salaì, San Giovanni Battista, Pinacoteca Ambrosiana, Milano

La versione del Caprotti riproduce assai fedelmente l'originale del maestro, con la differenza che lo sfondo notturno è sostituito da un limpido paesaggio prealpino.
Due altre opere tradizionalmente attribuite al Salaì sono la Madonna col Bambino e i Santi Pietro e Paolo e la Madonna col Bambino e i Santi Giovanni e Battista, entrambi conservati nella Pinacoteca di Brera, sempre a Milano.

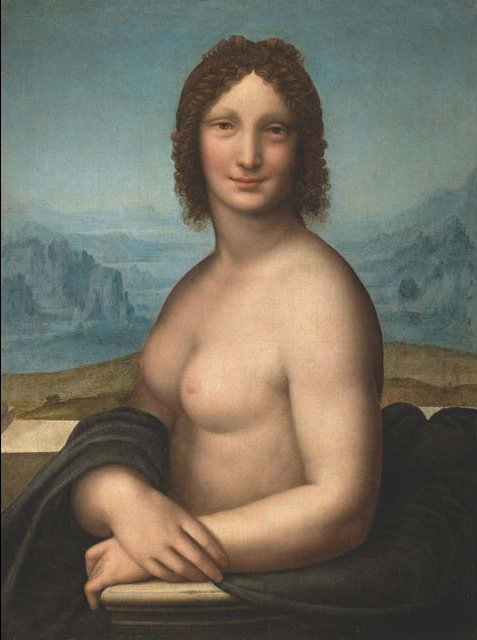
Salaì e Leonardo da Vinci, Monna Vanna (Joconde nue), Svizzera, collezione privata, già collezione Litta a Milano

Il dipinto del Salaì più chiacchierato è la Monna Vanna o Gioconda nuda. In questo quadro è certa la collaborazione di Leonardo, che dovrebbe aver eseguito personalmente il motivo della spalliera vegetale contro la quale si pone la statuaria figura senza veli. È un dipinto ambiguo, per alcuni versi difficile. Nell'espressione del volto si ravvisa il celeberrimo sorriso della Gioconda, ma il resto del corpo è privo di femminilità e la figura sembra quasi possedere la doppia natura di uomo e di donna. Seppure criticato per la non perfetta esecuzione di alcuni particolari, il dipinto, appartenuto alla collezione Litta, è stato a lungo attribuito a Leonardo. Ora è conservato in Svizzera. Recenti esami spettrografici hanno rivelato significativi pentimenti che confermerebbero proprio l'intervento di più mani. Alcuni studiosi hanno ravvisato in quest'opera il prototipo della celebre Fornarina di Raffaello. Un'altra versione simile è conservata all'Ermitage di San Pietroburgo.

## Il problema dello pseudonimo Salaì
Noto al Vasari, al Lomazzo e ad altri scrittori del Cinquecento, Gian Giacomo Caprotti si è dissolto nel nulla per oltre quattro secoli per lasciare spazio ad un inesistente Andrea Salaino. Fu Paolo Morigia a dare vita all'equivoco associando gli epiteti Salaì e Salaino, rinvenuti fra le carte di Leonardo, alla figura di Andrea Salimbeni da Salerno, allievo di Cesare da Sesto. Solo agli inizi del Novecento fu ricostruita la vera identità del Salai, grazie alle ricerche di Gerolamo Calvi e Luca Beltrami, successivamente confermate e aggiornate da altri studiosi.
Ancora oggi, però, l'immaginario Andrea Salaino sopravvive nella città di Milano, la quale continua a dedicargli una strada e ad indicarlo fra i quattro allievi formanti corona al maestro nel monumento in piazza della Scala. Quell'Andrea Salaino è in realtà Gian Giacomo Caprotti, nato ad Oreno di Vimercate e trasferitosi a Milano nella bottega di Leonardo a soli dieci anni. “Giov. Giacomo Caprotti, detto Salai: 1480-1524. Con questo nome e queste date, intendo designare per la prima volta, e senza alcuna riserva, l'allievo che trascorse la vita al fianco di Leonardo” scrisse nel 1919 Luca Beltrami, riprendendo e sviluppando una tesi già sostenuta, tre anni prima, da Gerolamo Calvi. Salaì era il terzogenito di Pietro da Oreno e Caterina Scotti.

## Modello per la Gioconda o per il San Giovanni dell'Ultima Cena?

Il Salaì nelle sembianze di San Giovanni Battista

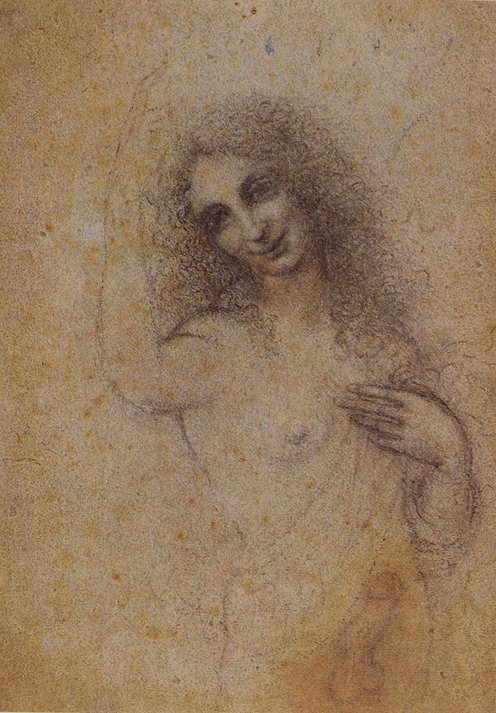
Leonardo, ritratto del Salaì con in evidenza il membro eretto

Secondo una teoria riportata dallo scrittore Gianni Clerici in Una notte con la Gioconda (Rizzoli editore, 2008), la donna raffigurata nella Gioconda di Leonardo non sarebbe Lisa Gherardini ma Gian Giacomo Caprotti, che sarebbe stato non solo allievo prediletto, ma anche amante di Leonardo. Anche il giornalista Silvano Vinceti lo ha sostenuto, sebbene queste teorie siano state criticate.
Secondo i sostenitori della tesi, negli occhi della Monna Lisa vi sarebbero dipinte due lettere: una S, coincidente con la grafia del pittore, nell'occhio sinistro (destro per chi guarda) e una L nel destro. S per Salaì e L per Leonardo. A sostegno di questa tesi viene inoltre addetta la somiglianza della persona ritratta nella Gioconda con il San Giovanni Battista e con l'Angelo incarnato, la cui fisionomia è di solito identificata con quelli di Gian Giacomo Caprotti. Lo stesso Caprotti giocò con il tema della Gioconda dipingendone, o contribuendo a dipingere, una versione androgina, la cosiddetta Monna Vanna (Joconde nue).
Per il giallista Fabrizio Carcano, il Salaino sarebbe invece stato utilizzato da Leonardo Da Vinci quale suo modello per il san Giovanni affrescato nell'Ultima Cena nel refettorio di Santa Maria delle Grazie: nel suo romanzo "La tela dell'Eretico" (Mursia editore, 2012), Carcano infatti basa il suo ragionamento sulla somiglianza del Salaino con il san Giovanni, somiglianza riscontrabile nel ritratto del Salaì, attribuito ad un anonimo allievo leonardesco, e negli schizzi dedicati all'allievo prediletto rinvenuti nei vari disegni di Leonardo.

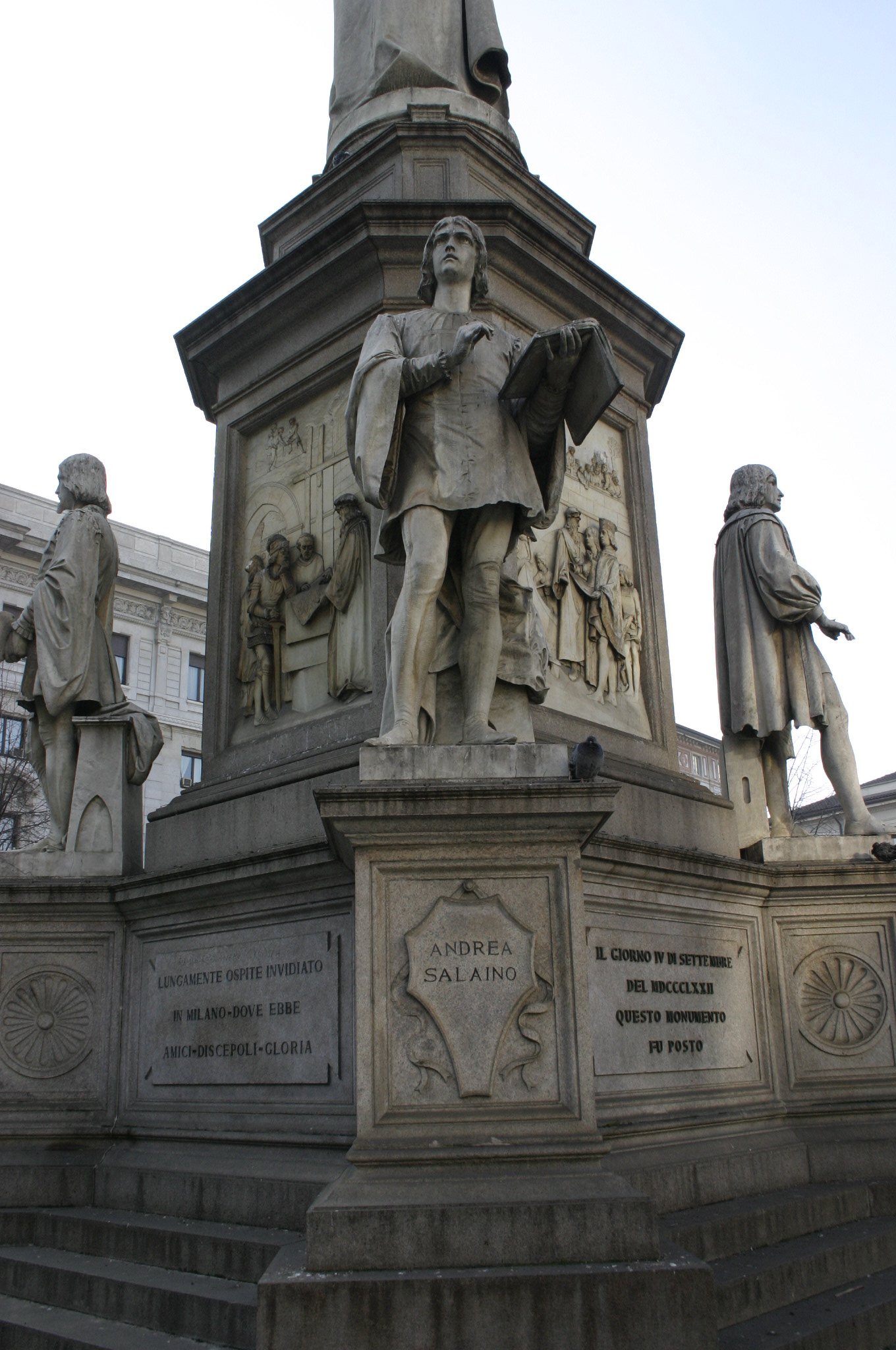
Statua di Salaino, piazza della Scala, Milano